# Semiothisa dispuncta
Semiothisa dispuncta là một loài bướm đêm trong họ Geometridae.